# پائولا تیتسیانا کروچانی
پائولا تیتسیانا کروچانی (ایتالیایی: Paola Tiziana Cruciani؛ زادهٔ ۱۷ اکتبر ۱۹۵۸) یک بازیگر، کمدین و نمایشنامه‌نویس اهل ایتالیا است.
از فیلم‌های او می‌توان به یک خواهشی ازتون دارم، صبح بخیر پدر، مأموران آتش‌نشانی، بال‌های زندگی و آغوش و بوسه  اشاره کرد که برای فیلم اخیر، نامزد دریافت جایزهٔ روبان نقره‌ای برای «بهترین بازیگر نقش مکمل زن» در سال ۱۹۹۹ گردید.